# 廃墟大理石

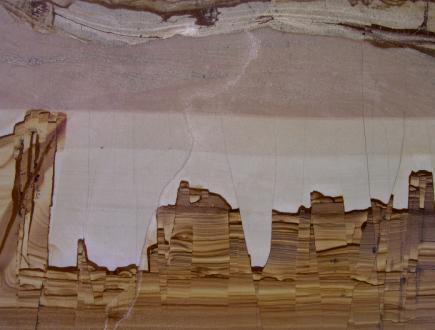
廃墟大理石

廃墟大理石（はいきょだいりせき、ruin marble）ないしパエジナストーン（pietra paesina）は、樹木や山岳などの風景や廃墟をイメージさせる模様を持つ大理石である。主にイタリア、フィレンツェ近郊に産出したことから、総称してフィレンツェ石とも呼ばれる。
縞状の模様と角張って崩れたような模様が組み合わさり、その断面があたかも塔や砦などの廃墟、あるいは切り立った崖や岩山、荒野などの景色に見えることで知られている（「パエジナ」は「風景」の意味）。
バロック趣味が流行した16世紀から17世紀にかけて、自然によって作り出された芸術品として売買の対象となり王侯貴族の部屋を飾った。額縁に入れて飾ったり、箪笥などの家具にはめ込んで装飾品として用いられたが、中には画家が人物や動植物を書き加え、模様を背景として生かしつつ神話・伝説や聖書の一場面を表現した絵画に仕立てられたものもあった。
特に珍奇な模様を持つ石は「驚異の石」「奇跡の石」と呼ばれ、驚異の部屋などの蒐集室に収められた。
廃墟大理石などの錯視美術品はバロック的な際物として見過ごされていたが、美術史家ユルギス・バルトルシャイティスが著書『アペラシオン』（1957年）で、これら「絵のある石（ピエトラ・パエジーナ）」の包括的な論考を提示し美術界から注目を集めた。シュルレアリストのアンドレ・ブルトンは、石の模様の偶然性を利用した「絵のある石」とシュルレアリスムの技法のひとつフロッタージュとの共通点を指摘し、ロジェ・カイヨワは同じく偶然性に着目しつつ、キュビスムとパエジナストーンに顕れた模様の類似性を指摘し、抽象美術としての美学的意義を考察している。
同様の特徴を持つものにイギリス南西部に産出する風景大理石（コタムマーブル）がある。ビュフォンの『博物誌』と合本になっている『鉱物の博物誌』では両者が並べて記述されている。